# Lijst van beelden in Oisterwijk
Dit is een (onvolledige) chronologische lijst van beelden in Oisterwijk. Onder een beeld wordt hier verstaan elk driedimensionaal kunstwerk in de openbare ruimte van de Nederlandse gemeente Oisterwijk, waarbij beeld wordt gebruikt als verzamelbegrip voor sculpturen, standbeelden, installaties, gedenktekens en overige beeldhouwwerken.
| Geplaatst    | Omschrijving                                 | Kunstenaar                            | Straat                               | Plaats     | Materiaal                     | Afbeelding |
| ------------ | -------------------------------------------- | ------------------------------------- | ------------------------------------ | ---------- | ----------------------------- | ---------- |
| 1899         | Sint Hermanus                                |                                       | Kerkstraat / Poststeeg               | Oisterwijk | steen                         |            |
| 1903         | Sint Antonius Abt                            |                                       | Kantstraat 32-34                     | Haaren     |                               |            |
| 1910         | Sint Franciscus en Sint Catharina            |                                       | Poirtersstraat                       | Oisterwijk | steen                         |            |
| 1926         | Standbeeld van Adriaan Poirters              | Aloïs De Beule                        | Kerkplein                            | Oisterwijk | brons                         |            |
| 1935         | Van Tienhovenbank                            | Bernard Vriens                        | Heisteeg                             | Oisterwijk | Baksteen, natuursteen en hout |            |
| 1938         | Zes muzen                                    | Toon Brekelmans                       | Gemullehoekenweg                     | Oisterwijk | klei                          |            |
| 1941         | Gedenknaald Koninklijke Verenigde Leder B.V. | Toon van Wiel                         | Almystraat                           | Oisterwijk | tufsteen                      |            |
| 1948         | Hulde- en Dankbaarheidsmonument              | Cephas Stauthamer                     | Raamse Akkers                        | Haaren     |                               |            |
| 1955         | Kapelaan Anton Huijbers                      | Ad Louwinger                          | Kapelaan Huyberslaan                 | Oisterwijk |                               |            |
| ca. 1960     | Sint Jozef                                   | Piet Verdonk                          | Mgr. Bekkersplein                    | Haaren     |                               |            |
| 1961         | Waterdraagster                               |                                       | Groenstraat 2                        | Haaren     |                               |            |
| 1965         | Dokter Van Delft monument                    |                                       | St. Jansplein                        | Moergestel | steen                         |            |
| 1966         | Engeltje van Haaren                          | Fri Heil                              | André Vissersstraat                  | Haaren     |                               |            |
| 1970         | Hertog Jan reliëfs                           | Henk Potters                          | Duijvekotstraat                      | Moergestel | keramiek                      |            |
| 1975 (circa) | Hurkende vrouw                               | Harm Timmermans                       | Gemullehoekenweg                     | Oisterwijk | hardsteen                     |            |
| 1977         | Petrus Janssens                              | Ton Buijnsters                        | Kerkeind                             | Haaren     |                               |            |
| 1978         | Stanneke                                     | Hans van Brunschot                    | Kloosterlaan                         | Moergestel | brons                         |            |
| 1981         | Monument voor de gebroeders Schut            | Jan Meynard van Emst                  | Bevrijdingsplein                     | Oisterwijk | brons                         |            |
| 1982         | Il Grigio                                    | Ton Buijnsters                        | Kerkeind                             | Haaren     |                               |            |
| 1984         | Gevleugelde vrijheid                         | Harm Timmermans                       | Gemullehoekenweg                     | Oisterwijk | brons                         |            |
| 1984         | Mustertmanneke                               | Hans van Brunschot                    | Kloosterlaan / Raadhuisstraat        | Moergestel | brons                         |            |
| 1989         | Monument Munitietrein                        | Nicolas Müller Jabusch                | J. Lenartzstraat                     | Oisterwijk | staal / ijzer                 |            |
| 1991         | Standaardruiter van een gilde                | Ton Buijnsters                        | Vendelplein                          | Haaren     |                               |            |
| 1994         | Monument voor Sir Colin Muir Barber          | Hans van Brunschot                    | Raadhuisstraat                       | Moergestel | brons                         |            |
| 1994         | Maria met kind                               | Harm Timmermans                       | De Lind                              | Oisterwijk |                               |            |
| 1995         | Kijkzuil voor Haaren                         | Ton Buijnsters                        | Mgr. Bekkersplein                    | Haaren     |                               |            |
| 1996         | Ensemble                                     | JeanMarianne Bremers                  | Hoge Dries 2                         | Haaren     |                               |            |
| 1999         | Fabels van la Fontaine                       | Inge Claesen                          | Gemullehoekenweg                     | Oisterwijk | hardsteen                     |            |
| 2001         | Vrouwengroep                                 | Harm Timmermans                       | Hoogstraat                           | Oisterwijk | brons                         |            |
| 2003         | Mr. F.J.M. Houben                            | Chris Rutten                          | Kasteellaan                          | Haaren     |                               |            |
| 2004         | Ton Buijnsters                               | Jan Snellaars                         | Kerkeind                             | Haaren     |                               |            |
| 2006         | Rypperdabank                                 |                                       | Bosweg                               | Oisterwijk |                               |            |
| 2010         | Balance                                      | Patriz van Linden                     | Willem de Zwijgerlaan / Tilburgseweg | Oisterwijk | staal en beton                |            |
| 2011         | De droomtijd van de Raaf                     | Kees Wevers & Jacqueline van der Laan | Kasteellaan                          | Haaren     |                               |            |
|              | Wierdsmabank                                 |                                       | Bosweg / Heisteeg                    | Oisterwijk | steen                         |            |
|              | De Heilige Familie                           |                                       | Kerkplein                            | Oisterwijk |                               |            |
|              | Heilig Hartbeeld                             |                                       | Kerkstraat / Mgr. Bekkersplein       | Haaren     |                               |            |
|              | Franciscus van Sales en Thomas van Aquino    |                                       | Raamse Akkers                        | Haaren     |                               |            |
|              | Voetballer                                   |                                       | Sportlaantje 1a                      | Haaren     |                               |            |
|              | Oisterwijk. Parel in het groen               | Nicolas Müller Jabusch                | Gemullehoekenweg                     | Oisterwijk |                               |            |